# Corrida no Parque da Montanha Catoctin
A Corrida no Parque da Montanha Catoctin foi uma corrida de 10 quilômetros organizada pela administração Jimmy Carter em setembro de 1979. O evento foi criado pela Casa Branca para dar a Carter a chance de correr uma Corrida de rua competitiva sem o risco de segurança de um organizador terceirizado. O percurso do Parque da Montanha Catoctin era acidentado e, devido ao esforço excessivo, Carter desmaiou após cerca de quatro milhas, levando a preocupações sobre sua saúde e perguntas sobre sua campanha de reeleição.
O corredor profissional Herb Lindsay venceu a corrida masculina em 30 minutos e 0,1 segundos, cerca de dois minutos mais lento do que seu recorde pessoal na distância. Marilyn Bevans venceu a corrida feminina em 40 minutos e 25,8 segundos.

## Antecedentes
Carter foi um corredor de cross country da equipe de Aspirantes da Marinha na década de 1940, mas só começou a correr recreativamente no outono de 1978.
A Nike, Inc., Anheuser-Busch Natural Light e Track Master patrocinaram a corrida, com a Nike convidando alguns de seus corredores patrocinados profissionalmente, como Lindsay, para competir. Também houve uma série de corredores amadores convidados, desde um menino de 11 anos até um avô na casa dos 70.
O melhor tempo anterior de Carter no percurso em treinamento foi de 50 minutos, e ele estava mirando um tempo de 46 minutos (7 minutos e 24 segundos por milha) no dia da corrida. Lindsay achou o percurso particularmente desafiador para um iniciante, embora o Washington Post tenha escrito: "O clima estava frio e a corrida não foi considerada desafiadora para um corredor em treinamento". O clima no dia da corrida foi oficialmente registrada como 70 °F (21 °C) com vento nominal e céu limpo. O percurso incluía duas colinas que, juntas, subiam mais de 350 pés (110 m) em menos de meia milha.

## A corrida
Carter começou perto da frente do grupo, dividindo sua primeira milha em 8 minutos e 25 segundos na subida. Sua segunda milha foi ainda mais rápida em 7:45, mas ele começou a diminuir o ritmo depois disso.
A corrida foi realizada em um percurso de ida e volta, permitindo que o campo profissional visse Carter descendo a colina enquanto eles subiam de volta. Carter reconheceu Lindsay quando ele passou, gritando, "Dê espaço a ele" para os outros corredores da frente no pequeno grupo.

## Colapso de Carter
Aproximadamente quatro milhas após o início da corrida, Carter começou a parecer cansado, com aqueles ao seu redor comentando sobre seu rosto acinzentado e forma caída. Ele estava correndo por cerca de 52 minutos, e ele estava a cerca de 100 jardas (91 m) de distância da entrada de Camp David. Ele queria continuar correndo mesmo quando seu médico William Lukash o instou a parar. Depois que Carter finalmente desistiu, Lukash mediu sua frequência cardíaca em cerca de 130 batimentos por minuto, muito acima de sua frequência cardíaca em repouso de cerca de 45 bpm. Carter recebeu sais aromáticos e pelo menos 1 litro de água salgada por via intravenosa através de seu braço.
Horas após seu tratamento, Carter retornou ao percurso para entregar prêmios com boa saúde.

## Legado
O incidente foi usado por alguns para alertar contra a corrida, citando o risco de parada cardíaca ou outras fatalidades na maratona.
O evento foi notado por alguns como uma analogia para as pesquisas políticas ruins de Carter antes de sua campanha de reeleição em 1980. Alguns sugeriram que ele deveria abandonar a corrida presidencial assim como ele abandonou a corrida em favor do desafiante democrata nas primárias, Ted Kennedy.
Um tenente da Casa Branca disse após a corrida: "Espero que isto substitua as histórias de coelhos".
Uma segunda corrida foi proposta para 13 de setembro de 1980 no mesmo local, mas acabou não sendo continuada.

## Resultados
Embora 898 corredores tenham sido registrados, apenas 750 iniciaram a corrida. Lindsay venceu a corrida masculina em 30 minutos e 0,1 segundos, seguido por Dan Rincon. Houve também uma corrida de equipe interdepartamental marcada entre o FBI, CIA e Serviço Secreto, que o FBI venceu. Carter se culpou pelo último lugar da equipe do Serviço Secreto, dizendo que os agentes tiveram que seguir seu ritmo.
Cerca de 47 corredores não terminaram a corrida, incluindo Carter.
| Pos. | Atleta                | Idade | Clube                                         | Tempo   |
| ---- | --------------------- | ----- | --------------------------------------------- | ------- |
| 1    | Herb Lindsay          | 24    | Colorado Track Club                           | 30:00.1 |
| 2    | Dan Rincon            | 26    | Washington Running Club                       | 30:37.5 |
| 3    | Don Kardong           | 30    | Club Northwest                                | 31:07   |
| 4    | Terry Baker           | 23    | Hagerstown RFFC                               | 31:14   |
| 5    | Bob Snyder            | 23    | Hagerstown RFFC                               | 31:20   |
| 6    | John Doub             | 22    | Hagerstown RFFC                               | 31:23   |
| 7    | Stephen D. Gilmore    | 27    | Washington Running Club                       | 32:02   |
| 8    | Herm Atkins           | 31    | Club Northwest                                | 32:22   |
| 9    | Bruce Robinson        | 28    | Washington Running Club                       | 32:24   |
| 10   | Taylor Oliver         | 28    | Hagerstown RFFC                               | 32:51   |
| 11   | Chris Elliot          | 27    |                                               | 32:59   |
| 12   | Mark Stevenson        | 22    | Corpo de Fuzileiros Navais dos Estados Unidos | 33:04   |
| 13   | Brent Hawkins         | 26    | West Virginia Track Club                      | 33:36   |
| 14   | Steve Weinstein       | 23    |                                               | 34:17   |
| 15   | Mark Gibney           | 26    | Northern Virginia Road Runners Club           | 34:35   |
| 16   | Glenn Wood            | 45    | Potomac Valley Seniors Track Club             | 34:46   |
| 17   | Stephen Polasky       | 22    |                                               | 34:50   |
| 18   | Charles L. Ross       | 41    | National Capitol Track Club                   | 34:53   |
| 19   | David F. Dobrzynski   | 21    | Nike, Inc.                                    | 35:03   |
| 20   | Mitchell Hamburger    | 22    | Universidade de Maryland                      | 35:25   |
| 21   | Robert Proctor        | 20    | Frederick Track Club                          | 35:29   |
| 22   | Thomas Mullen         | 37    | FBI                                           | 35:39   |
| 23   | Brenton E. Ayer       | 24    | Limbo Track Club                              | 35:41   |
| 24   | Harold Tinsley Sr.    | 42    | Huntsville Track Club                         | 35:43   |
| 25   | Dwayne Late           | 20    | Hagerstown RFFC                               | 35:43   |
| 26   | Bob Thurston          | 35    | Washington Running Club                       | 35:45   |
| 27   | John Mort             | 25    | Washington Running Club                       | 35:46   |
| 28   | Edward D. Sayre       | 26    | Capitol Hill Pacers                           | 35:56   |
| 29   | Phil Nicoll           | 17    | Cumberland Valley Track Club                  | 35:59   |
| 30   | Chandler Robbins      | 42    | National Capitol Track Club                   | 36:02   |
| 31   | Ed DeMarrais          | 48    | North Medford Club                            | 36:10   |
| 32   | Tom Cook              | 32    | Cumberland Valley Track Club                  | 36:10   |
| 33   | Dan Mangan            | 16    | St. James School                              | 36:11   |
| 34   | Rafael Malo           | 17    | Fairmont Heights                              | 36:17   |
| 35   | David Wittenburg      | 23    | Mont. Co. Road Runners Club                   | 36:20   |
| 36   | Jeff L. Myers         | 30    |                                               | 36:23   |
| 37   | Don Chaffee           | 40    |                                               | 36:24   |
| 38   | David Shafer          | 26    | Hagerstown RRFC                               | 36:25   |
| 39   | John A. Butterfield   | 42    |                                               | 36:37   |
| 40   | John P. Kennedy       | 36    | Northern Virginia Road Runners Club           | 36:40   |
| 41   | Herbert B. Chisholm   | 53    | Potomac Valley Seniors Track Club             | 36:43   |
| 42   | David Hershiser       | 24    | Thomas Jefferson Road Runners Club            | 36:51   |
| 43   | W. Michael Welch      | 30    |                                               | 36:56   |
| 44   | Patrick Key           | 21    |                                               | 37:07   |
| 45   | Warren H. Ohlrich     | 40    | NCTC                                          | 37:08   |
| 46   | Jeffrey James Wilkins | 15    | Bishop Ireton                                 | 37:10   |
| 47   | Matthew Klimow        | 27    | Exército dos Estados Unidos                   | 37:23   |
| 48   | Tristam C. Kruger     | 28    |                                               | 37:24   |
| 49   | Warren H. Haynie III  | 17    | WRC / Baltimore Sans                          | 37:28   |
| 50   | Jeffrey Roush         | 30    | Harrisburg Area Road Runners Club             | 37:30   |
| 51   | Thomas P. Skelly      | 27    | D.C. Harriers                                 | 37:43   |
| 52   | Charles Brumley       | 39    | Baltimore Road Runners Club                   | 37:44   |
| 53   | Andrew Butterfield    | 16    | Associação Atlética de Boston                 | 37:48   |
| 54   | Scott Palmer          | 15    |                                               | 37:55   |
| 55   | Jim Madigan           | 23    |                                               | 38:00   |
| 56   | J. Allan Quickel      | 17    |                                               | 38:03   |
| 57   | Allan Lichtman        | 32    | Potomac Valley Seniors Track Club             | 38:04   |
| 58   | Chris Flavin          | 24    | Worldwatch Institute                          | 38:09   |
| 59   | David L. Watkins      | 43    | Harrisburg Area Road Runners Club             | 38:11   |
| 60   | Michael MacWelch      | 16    | Fairmont Heights                              | 38:16   |
| 61   | Dave Biebel           | 17    | Cumberland Valley Track Club                  | 38:17   |
| 62   | Michael P. Asip       | 26    |                                               | 38:17   |
| 63   | Terry O'Connor        | 36    | FBI                                           | 38:20   |
| 64   | Robert H. Driscoe     | 34    |                                               | 38:25   |
| 65   | Gary D. Knipling      | 35    | D.C. Harriers                                 | 38:30   |
| 66   | David H. Graham       | 19    |                                               | 38:33   |
| 67   | Paul D. Caltabiano    | 25    | FBI                                           | 38:33   |
| 68   | Michael Lieder        | 24    |                                               | 38:34   |
| 68   | George Hoffman III    | 16    | Cumberland Valley Track Club                  | 38:42   |
| 69   | Lucious Anderson      | 33    |                                               | 38:43   |
| 70   | David D. Schmidt      | 22    | D.C. Road Runners Club                        | 38:48   |
| 71   | Thomas A. Hassler     | 42    | Marinha dos Estados Unidos                    | 38:49   |
| 72   | Frank Schaeffer       | 27    |                                               | 38:50   |
| 73   | Robert F. Webb        | 32    |                                               | 38:51   |
| 74   | Robert Williams       | 37    | Washington Running Club                       | 38:52   |
| 75   | Rudy Lopez            | 17    | St. James School                              | 38:53   |
| —    | Jimmy Carter          | 55    |                                               | DNF     |

| Pos. | Atleta                | Idade | Clube                                                  | Tempo   |
| ---- | --------------------- | ----- | ------------------------------------------------------ | ------- |
| 1    | Marilyn Bevans        | 29    | Baltimore Sans                                         | 40:25.8 |
| 2    | Margaret Horioka      | 24    | Hagerstown RFFC                                        | 42:00   |
| 3    | Mary Ellen Williams   | 33    | Hagerstown Running Club                                | 42:20   |
| 4    | Carole Herrick        | 38    | Washington Run Hers                                    | 42:24   |
| 5    | Mary Drengwitz        | 19    |                                                        | 43:11   |
| 6    | Laura deWald          | 22    | Thomas Jefferson Road Runners Club                     | 43:14   |
| 7    | Dale Ann Koepenick    | 32    |                                                        | 44:06   |
| 8    | Colleen Powers        | 26    | Farmland National                                      | 44:12   |
| 9    | Marie Baumann         | 33    | Washington Run Hers                                    | 44:13   |
| 10   | Ellen Wessel          | 28    | Washington Run Hers                                    | 44:14   |
| 11   | Natalie Buzzell       | 46    |                                                        | 44:46   |
| 12   | Brenda J. Frank       | 28    |                                                        | 45:29   |
| 13   | Susan R. Cooper       | 28    | Washington Run Hers                                    | 45:43   |
| 14   | Stephanie Shipp       | 25    | DCRRC                                                  | 46:07   |
| 15   | Noni Peterson         | 26    |                                                        | 46:21   |
| 16   | Durinda Decker        | 22    | Shepherd College                                       | 46:21   |
| 17   | Judith Graeff         | 31    |                                                        | 46:26   |
| 18   | Karen Kokesh          | 27    | St. Louis Track Club                                   | 47:35   |
| 19   | Janet A. Yu           | 23    |                                                        | 47:37   |
| 20   | Priscilla Butterfield | 40    | Associação Atlética de Boston                          | 47:37   |
| 21   | Claire Parkinson      | 31    | NASA / Goddard                                         | 47:39   |
| 22   | Linda M. Scott        | 38    |                                                        | 47:43   |
| 23   | Susanne Armstrong     | 39    |                                                        | 48:11   |
| 24   | Mary F. Hanley        | 31    | D.C. Harriers                                          | 48:20   |
| 25   | Elizabeth Guthrie     | 29    |                                                        | 48:22   |
| 26   | Rachel Bourn          | 50    | Tidewater Striders                                     | 48:28   |
| 27   | Janice Anderson       | 33    | Potomac Valley Seniors Track Club                      | 48:38   |
| 28   | Pamela Abraham        | 23    | HRFFC                                                  | 48:47   |
| 29   | Kay Snyder            | 20    | West Virginia Track Club                               | 49:06   |
| 30   | Bonnie Glessner       | 29    |                                                        | 49:08   |
| 31   | Mary Ann Rogers       | 24    |                                                        | 49:33   |
| 32   | Mary Anne O'Donnel    | 26    |                                                        | 49:35   |
| 33   | Barbara Johnson       | 37    |                                                        | 49:54   |
| 34   | Diana Ross            | 18    |                                                        | 50:21   |
| 35   | Janet Lowe            | 24    |                                                        | 50:30   |
| 36   | Vera Thornhill        | 13    |                                                        | 50:36   |
| 37   | Mary A. Evans         | 26    |                                                        | 50:39   |
| 38   | Nancy E. Riley        | 23    | Baltimore Road Runners Club                            | 50:54   |
| 39   | Mary Ostroff          | 27    | Potomac Valley Seniors Track Club                      | 51:22   |
| 40   | Judy Weber            | 35    |                                                        | 51:36   |
| 41   | Jacquelene Miller     | 23    |                                                        | 51:39   |
| 42   | Judy Let              | 29    |                                                        | 51:45   |
| 43   | Mary L. Hamm          | 25    |                                                        | 52:34   |
| 44   | Diana Allan           | 25    | Faculdade de Direito da Universidade George Washington | 52:45   |
| 45   | Linda Downes          | 33    |                                                        | 52:49   |
| 46   | Pam Hause             | 25    | Alan's Locker Room                                     | 52:56   |
| 47   | Coralee VanEdmond     | 24    |                                                        | 52:58   |
| 48   | Bonnie Kerrigan       | 32    | Thomas Jefferson Road Runners Club                     | 53:14   |
| 49   | Anita M. O'Brien      | 26    | Thomas Jefferson Road Runners Club                     | 53:25   |
| 50   | Consuelo Gardner      | 27    |                                                        | 53:35   |
| 51   | Sara Frankenfield     | 33    |                                                        | 53:36   |
| 52   | Mary Plumer           | 34    | Baltimore Road Runners Club                            | 53:45   |
| 53   | Leslie Nuse           | 34    |                                                        | 53:46   |
| 54   | Mollie Ingram         | 36    |                                                        | 53:49   |
| 55   | Martha Hauver         | 41    |                                                        | 54:01   |
| 56   | Sharon Metcalf        | 29    | Casa Branca                                            | 54:04   |
| 57   | Marianne Joseph       | 36    |                                                        | 54:08   |
| 58   | Dorothy Bright        | 54    |                                                        | 54:22   |
| 59   | Kathryn B. Foster     | 35    |                                                        | 54:27   |
| 60   | Marilyn Pierce        | 39    |                                                        | 54:31   |
| 61   | Brenda Stup           | 24    |                                                        | 55:03   |
| 62   | Arleen Kuech          | 36    | Howard County Striders                                 | 55:23   |
| 63   | Patrice Pittman       | 27    |                                                        | 55:37   |
| 64   | Karen Bryant          | 23    |                                                        | 55:43   |
| 65   | Karyn Mandan          | 32    | Thomas Jefferson Road Runners Club                     | 55:55   |
| 66   | Louise Wynn           | 31    |                                                        | 55:59   |
| 67   | Joan Marie Hargis     | 41    | Frederick Steeplechasers                               | 56:11   |
| 68   | Barbara Garner        | 40    | Baltimore Road Runners Club                            | 56:43   |
| 69   | Linda Ford            | 28    | Baltimore Road Runners Club                            | 56:46   |
| 70   | Peggy Bowers          | 38    |                                                        | 56:52   |
| 71   | Elaine Jacobson       | 34    | TWU                                                    | 56:54   |
| 72   | Patricia Turner       | 38    |                                                        | 57:01   |
| 73   | Penelope Richards     | 32    |                                                        | 57:03   |
| 74   | Amber Dillard         | 14    |                                                        | 57:16   |
| 75   | Nancy Enyon           | 48    |                                                        | 57:17   |

| Pos. | Equipe                          |
| ---- | ------------------------------- |
| 1    | Federal Bureau of Investigation |
| 2    | Central Intelligence Agency     |
| 3    | Serviço Secreto                 |